# Herradura (Formosa)
Herradura é um município da Argentina, localizada na província de Formosa